# Crocetin
Crocetin ist das Aglycon des Crocins aus der Stoffgruppe der Apocarotinoide.

## Vorkommen

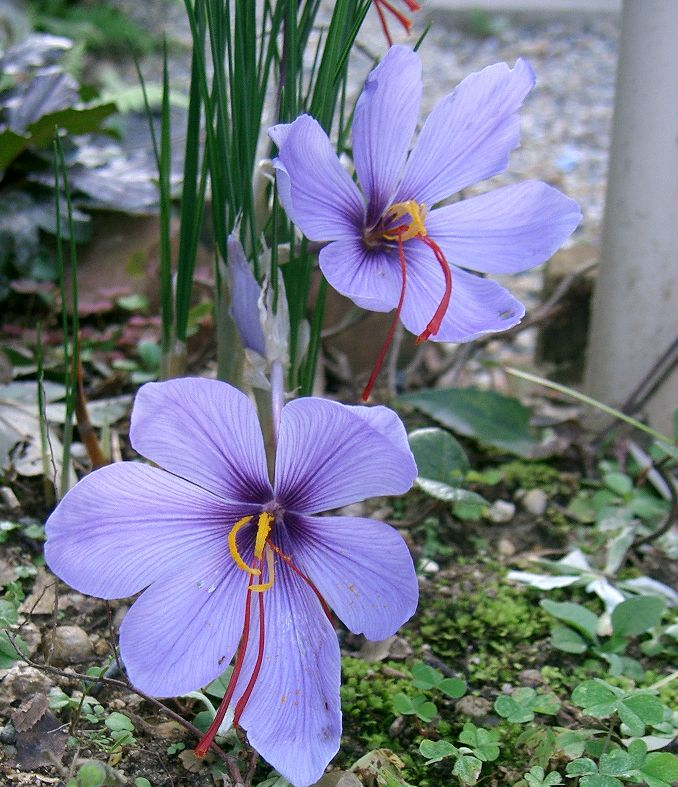
Safran (Crocus sativus)

Crocetin kann aus Safran (Crocus sativus) gewonnen werden.

## Analytik
Die qualitative und quantitative Bestimmung einzelner Inhaltsstoffe kann nach angemessener Probenvorbereitung durch Einsatz der Kopplung der HPLC oder Gaschromatographie mit der Massenspektrometrie erfolgen.